# Dunaegyháza megállóhely
Dunaegyháza megállóhely egy Bács-Kiskun vármegyei megállóhely, amit a MÁV üzemeltet.
A megállóhelyen jelenleg nincsen személyszállítás.

## Vasútvonalak
Az állomást az alábbi vasútvonalak érintik:
- Kunszentmiklós-Tass–Dunapataj-vasútvonal

## Kapcsolódó állomások
A vasútállomáshoz az alábbi állomások vannak a legközelebb:
- Apostag vasútállomás (Kunszentmiklós-Tass vasútállomás, Kunszentmiklós-Tass–Dunapataj-vasútvonal)
- Solt vasútállomás (Dunapataj megállóhely, Kunszentmiklós-Tass–Dunapataj-vasútvonal)

## Forgalom
A megállóhelyen és a rajta áthaladó vasútvonalon a személyszállítás 2007. március 4-én megszűnt.

## Megközelítése
A megállóhely Dunaegyházától körülbelül 3 kilométerre, keletre helyezkedik el, közúti megközelítése az 51-es főútból   kiágazó önkormányzati úton át lehetséges.